# Gammarus finmarchicus
Gammarus finmarchicus är en kräftdjursart som beskrevs av Dahl 1838. Gammarus finmarchicus ingår i släktet Gammarus och familjen Gammaridae. Arten är reproducerande i Sverige. Inga underarter finns listade i Catalogue of Life.